# Dix-sept Moments de printemps
Ne doit pas être confondu avec Dix-sept Moments de printemps (roman).
Dix-sept Moments de printemps (en russe : Семнадцать мгновений весны, Semnadtsat mgnoveniy vesny) est une mini-série télévisée soviétique en douze épisodes, réalisée par Tatiana Lioznova et diffusée en 1973. Le scénario est tiré du roman du même titre de Julian Semenov qui signe également le scénario,.
La série dépeint les exploits de Maxime Maximovitch Issaïev, un espion soviétique opérant en Allemagne nazie sous le nom de Max Otto von Stierlitz, interprété par Viatcheslav Tikhonov. Stierlitz est chargé de perturber les négociations, qui se déroulent en Suisse, entre Karl Wolff et Allen Dulles et qui visent à forger une paix séparée entre l'Allemagne et les Alliés occidentaux.
La série est considérée comme l'histoire d'espionnage la plus réussie jamais produite en Union soviétique et reste l'une des séries télévisées les plus populaires de l'histoire russe.

## Synopsis
Le 12 février 1945, en Allemagne, Max Otto von Stierlitz, un SS-Standartenführer respecté du Ausland-SD, est en fait l'espion soviétique Maxime Issaïev, qui a infiltré le renseignement allemand il y a de nombreuses années. Bien qu'Hitler soit déterminé à poursuivre la guerre  jusqu'au bout, Walter Schellenberg convainc Heinrich Himmler de mener des négociations secrètes avec les Américains, dans l'espoir de parvenir à un accord de paix séparé, qui permettrait aux Allemands de concentrer toutes leurs forces sur le Front de l'Est. Le principal argument de Schellenberg est que les Américains et eux ont le même ennemi idéologique à savoir le communisme et le danger de se voir répandre partout sur la planète. Entre-temps, Ernst Kaltenbrunner se méfie de plus en plus de Stierlitz et ordonne à Heinrich Müller de lancer une enquête secrète sur lui.
Plus tard, Moscou ordonne à Stierlitz de vérifier si les Américains et les Allemands ont établi un canal de communication détourné et si oui, le cas échéant, de déjouer tout accord éventuel qui en résulterait. La mission de l'espion se complique lorsque la maison de ses deux assistants, les opérateurs radio Erwin et Katherin Kinn, est bombardée. Erwin est tué sur le coup et sa femme enceinte est emmenée à l'hôpital, menaçant de compromettre la position de Stierlitz. Il recrute alors deux nouveaux collaborateurs, le professeur Pleischner, ancien membre de la résistance allemande et le pasteur Schlag, qui désapprouve le régime hitlérien. Pendant tout ce temps, Stierlitz doit s'engager dans une bataille complexe avec Müller, qui cherche tous les prétextes pour l'exposer à leurs supérieurs comme un agent ennemi. Il doit également manœuvrer entre les factions opposées au sein de l'Office central de la sûreté du Reich (Reichssicherheitshauptamt), tandis que ses différents hauts fonctionnaires se disputent le pouvoir de façon paranoïaque.
Après s'être rendu compte qu'Himmler et Schellenberg avaient envoyé en secret Karl Wolff négocier avec Allen Dulles, le chef du Bureau des services stratégiques en Suisse, Stierlitz, jouant sur les rivalités entre les plénipotentiaires nazis, réussit à divulguer tous les détails des négociations, menées sous le nom de code Opération Crossword, à la fois à Hitler et à Staline. Les Soviétiques, qui possèdent désormais des preuves concrètes de ces négociations avec l'ennemi commun, exigent l'arrêt immédiat de ces relations au président Roosevelt, qui est obligé d'intercéder dans ce sens après avoir affirmé qu'il n'était au courant de rien. De son côté, Himmler convainc de justesse le Führer qu'il ne s'agissait simplement que d'une tentative de semer la méfiance et la confusion entre les Alliés. Le 24 mars 1945, Stierlitz, qui réussit finalement à dissiper tous soupçons à son encontre, reprend ses fonctions pendant que l'Armée rouge s'approche de plus en plus de Berlin.

## Fiche technique
- Titre : Dix-sept Moments de printemps
- Titre original : Семнадцать мгновений весны
- Réalisation : Tatiana Lioznova
- Scénario : Julian Semenov
- Photographie :  Piotr Kataïev (ru)
- Musique : Mikaël Tariverdiev
- Chanson originale : Robert Rojdestvenski
- Production : Gorki Film Studio
- Pays d'origine :  Union soviétique
- Format : noir et blanc — mono
- Genre : film d'espionnage, drame
- Date de sortie : 1973

## Distribution
- Viatcheslav Tikhonov : Max Otto von Stierlitz de son vrai nom Maxime Issaïev (12 épisodes)
- Efim Kopelian : narrateur (12 épisodes)
- Leonid Bronevoï : Heinrich Müller (10 épisodes)
- Valentin Gaft : Gero von Schulze-Gaevernitz
- Ekaterina Gradova : Kathe (9 épisodes)
- Rostislav Pliatt : Pastor Schlag (9 épisodes)
- Oleg Tabakov : Walter Schellenberg (8 épisodes)
- Nikolaï Prokopovitch : Heinrich Himmler (7 épisodes)
- Youri Vizbor : Martin Bormann (6 épisodes)
- Mikhaïl Jarkovski : Ernst Kaltenbrunner (6 épisodes)
- Leonid Kouravliov : Obersturmbannführer Kurt Eismann (5 épisodes)
- Wilhelm Burmeier : Hermann Göring (5 épisodes)
- Vassili Lanovoï : Obergruppenführer Karl Wolff (5 épisodes)
- Konstantin Jeldine : Holtoff (5 épisodes)
- Evgueni Evstigneïev : Prof. Pleischner
- Svetlana Svetlitchnaïa : Gaby Nabel
- Youri Katine-Iartsev : astronome
- Inna Oulianova : dame à la fourrure de renard dans l'hôtel (1 épisode)
- Lev Dourov : agent Klaus
- Fritz Diez : Hitler (3 épisodes)
- Andro Kobaladze : Joseph Staline

## Précisions historiques
- Si vous ne connaissez pas le sujet, laissez ce bandeau (vous pouvez alors contacter les auteurs).
- Si vous supprimez le contenu mis en cause (vous pouvez préalablement contacter les auteurs),

argumentez précisément cette suppression dans la page de discussion
(un manque de référence n'est pas un argument ; une recherche réelle de référence doit avoir été effectuée, être formellement documentée).
Walter Laqueur a critiqué la présentation que fait Julian Semenov des événements entourant les négociations entre Wolff et Dulles, affirmant que l'auteur avait choisi une « interprétation sinistre de l'histoire » parce qu'une représentation plus correcte « ne l'aurait guère servi ». Bien que les pourparlers soient présentés dans la série comme une « intrigue impérialiste [...] Ce qui s'est passé est beaucoup plus simple. Vyacheslav Molotov a été informé au préalable des négociations et Dulles ne s'est même pas opposé à l'inclusion des Soviétiques dans ces pourparlers. C'est Averell Harriman qui a convaincu Roosevelt de ne pas leur permettre de participer ».
Tout en estimant que l'Allemagne, telle que présentée dans Dix-sept Moments de printemps, ressemblait davantage à l'Union soviétique qu'à son véritable homologue, l'historien russe Konstantin Zalesski a également noté de nombreuses inexactitudes, erreurs et incohérences dans la série. Dans son livre de 2006, Seventeen Moments of Spring : A Distorting Mirror of the Third Reich, Zalesski en souligne beaucoup. Par exemple, Müller se voit décoré du chevron d'honneur de la vieille garde, bien qu'il n'ait rejoint le NSDAP qu'en 1939. Stierlitz et Schlag écoutent Édith Piaf chanter Milord  qui ne sortira qu'en 1959. On voit aussi que tous les membres des SS portent des uniformes noirs — qui ont été remplacés par des gris dès 1938 — et fument fréquemment malgré la campagne pour interdire cette habitude. On voit la Gestapo utiliser des enregistreurs de poche transistorisés des années 1960.
Certaines incohérences ne sont pas des erreurs, mais des écarts intentionnels par rapport aux données historiques. L'exemple le plus évident d'un tel écart par rapport à l'histoire est la description incorrecte de la formation des dirigeants du Troisième Reich. Dans Dix-sept Moments de printemps — comme auparavant dans le film Fascisme ordinaire de Mikhaïl Romm  (1965) —, il est soutenu que la plupart d'entre eux — notamment Joseph Goebbels, Hermann Göring et Heinrich Himmler — avaient une éducation secondaire, et non universitaire, comme c'est le cas en réalité. L'exception est Martin Bormann, qui avait une éducation secondaire spécialisé, mais dans le film son niveau scolaire est appelé enseignement secondaire incomplet. De tels changements peuvent s'expliquer par la volonté d'éviter un contraste indésirable entre les dirigeants du Reich et ceux de l'URSS, pendant la Grande Guerre patriotique, qui n'ont pas fait d'études supérieures.
Goebbels est devenu Gauleiter de Berlin en 1926 et non pas en 1944. À un moment donné, des images de Julius Streicher sont présentées comme s'il était Robert Ley. Un autre détail incorrect était le fait que Friedrich-Wilhelm Krüger, un SS, soit le chef de la police en Pologne au début de 1945, alors qu'il avait été relevé de ses fonctions en novembre 1943.